# Badminton op de Olympische Zomerspelen 2020 – Vrouwen enkelspel
Het vrouwen enkelspel in het badminton op de Olympische Zomerspelen 2020 in Tokio vond plaats van 24 juli tot en met 1 augustus 2021. Chen Yufei won de gouden medaille door in de finale Tai Tzu-ying te verslaan.

## Plaatsingslijst
| Nr. | Speler            | Prestatie   | Uitgeschakeld door | Nr. | Speler                   | Prestatie      | Uitgeschakeld door |
| --- | ----------------- | ----------- | ------------------ | --- | ------------------------ | -------------- | ------------------ |
| 1.  | Chen Yufei        | Winnaar     |                    | 8.  | He Bing Jiao             | Halve finale   | Chen Yufei         |
| 2.  | Tai Tzu-ying      | Zilver      | Chen Yufei         | 9.  | Michelle Li              | Achtste finale | Nozomi Okuhara     |
| 3.  | Nozomi Okuhara    | Kwartfinale | He Bing Jiao       | 10. | Busanan Ongbamrungphan   | Achtste finale | Seyoung An         |
| 4.  | Akane Yamaguchi   | Kwartfinale | Pusarla V. Sindhu  | 11. | Beiwen Zhang             | Achtste finale | He Bing Jiao       |
| 5.  | Ratchanok Intanon | Kwartfinale | Tai Tzu-ying       | 12. | Gaeun Kim                | Achtste finale | Akane Yamaguchi    |
| 6.  | Pusarla V. Sindhu | Brons       | Tai Tzu-ying       | 13. | Mia Blichfeldt           | Achtste finale | Pusarla V. Sindhu  |
| 7.  | Seyoung An        | Kwartfinale | Chen Yufei         | 14. | Gregoria Mariska Tunjung | Achtste finale | Ratchanok Intanon  |

### Groep A
| Speler         | Gsp | W | V | SW | SV | Ptn |
| -------------- | --- | - | - | -- | -- | --- |
| Chen Yufei     | 2   | 2 | 0 | 4  | 0  | 2   |
| Neslihan Yigit | 2   | 1 | 1 | 2  | 2  | 1   |
| Doha Hany      | 2   | 0 | 2 | 0  | 4  | 0   |

| Speler 1       | Uitslag     | Speler 2       |
| -------------- | ----------- | -------------- |
| Chen Yufei     | 21-5, 21-3  | Doha Hany      |
| Neslihan Yigit | 21-5, 21-5  | Doha Hany      |
| Chen Yufei     | 21-14, 21-9 | Neslihan Yigit |

### Groep C
| Speler                | Gsp | W | V | SW | SV | Ptn |
| --------------------- | --- | - | - | -- | -- | --- |
| Seyoung An            | 2   | 2 | 0 | 4  | 0  | 2   |
| Clara Azurmendi       | 2   | 1 | 1 | 2  | 2  | 1   |
| Dorcas Ajoke Adesokan | 2   | 0 | 2 | 0  | 4  | 0   |

| Speler 1              | Uitslag     | Speler 2              |
| --------------------- | ----------- | --------------------- |
| Seyoung An            | 21-13, 21-8 | Clara Azurmendi       |
| Dorcas Ajoke Adesokan | 10-21, 2-21 | Clara Azurmendi       |
| Seyoung An            | 21-3, 21-6  | Dorcas Ajoke Adesokan |

### Groep D
| Speler                 | Gsp | W | V | SW | SV | Ptn |
| ---------------------- | --- | - | - | -- | -- | --- |
| Busanan Ongbamrungphan | 2   | 2 | 0 | 4  | 0  | 2   |
| Kristin Kuuba          | 2   | 1 | 1 | 2  | 2  | 1   |
| Daniela Macias         | 2   | 0 | 2 | 0  | 4  | 0   |

| Speler 1               | Uitslag      | Speler 2       |
| ---------------------- | ------------ | -------------- |
| Busanan Ongbamrungphan | 21-4, 21-9   | Daniela Macias |
| Kristin Kuuba          | 21-19, 21-13 | Daniela Macias |
| Busanan Ongbamrungphan | 21-16, 21-12 | Kristin Kuuba  |

### Groep E
| Speler              | Gsp | W | V | SW | SV | Ptn |
| ------------------- | --- | - | - | -- | -- | --- |
| Nozomi Okuhara      | 2   | 2 | 0 | 4  | 0  | 2   |
| Evgeniya Kosetskaya | 2   | 1 | 1 | 2  | 2  | 1   |
| Yvonne Li           | 2   | 0 | 2 | 0  | 4  | 0   |

| Speler 1            | Uitslag      | Speler 2            |
| ------------------- | ------------ | ------------------- |
| Nozomi Okuhara      | 21-17, 21-4  | Yvonne Li           |
| Evgeniya Kosetskaya | 22-20, 21-15 | Yvonne Li           |
| Nozomi Okuhara      | 21-6, 21-16  | Evgeniya Kosetskaya |

### Groep F
| Speler                    | Gsp | W | V | SW | SV | Ptn |
| ------------------------- | --- | - | - | -- | -- | --- |
| Michelle Li               | 2   | 2 | 0 | 4  | 0  | 2   |
| Martina Repiska           | 2   | 1 | 1 | 2  | 2  | 1   |
| Nikte Alejandra Sotomayor | 2   | 0 | 2 | 0  | 4  | 0   |

| Speler 1        | Uitslag      | Speler 2                  |
| --------------- | ------------ | ------------------------- |
| Michelle Li     | 21-8, 21-9   | Nikte Alejandra Sotomayor |
| Martina Repiska | 21-19, 21-12 | Nikte Alejandra Sotomayor |
| Michelle Li     | 21-18, 21-16 | Martina Repiska           |

### Groep G
| Speler                 | Gsp | W | V | SW | SV | Ptn |
| ---------------------- | --- | - | - | -- | -- | --- |
| He Bing Jiao           | 2   | 2 | 0 | 4  | 0  | 2   |
| Soraya Aghaeihajiagha  | 2   | 1 | 1 | 2  | 2  | 1   |
| Fathimath Abdul Razzaq | 2   | 0 | 2 | 0  | 4  | 0   |

| Speler 1              | Uitslag     | Speler 2               |
| --------------------- | ----------- | ---------------------- |
| He Bing Jiao          | 21-6, 21-3  | Fathimath Abdul Razzaq |
| Soraya Aghaeihajiagha | 21-14, 21-7 | Fathimath Abdul Razzaq |
| He Bing Jiao          | 21-11, 21-3 | Soraya Aghaeihajiagha  |

### Groep H
| Speler        | Gsp | W | V | SW | SV | Ptn |
| ------------- | --- | - | - | -- | -- | --- |
| Beiwen Zhang  | 2   | 2 | 0 | 4  | 0  | 2   |
| Maria Ulitina | 2   | 1 | 1 | 2  | 2  | 1   |
| Fabiana Silva | 2   | 0 | 2 | 0  | 4  | 0   |

| Speler 1      | Uitslag      | Speler 2      |
| ------------- | ------------ | ------------- |
| Beiwen Zhang  | 21-12, 21-7  | Maria Ulitina |
| Fabiana Silva | 14-21, 20-22 | Maria Ulitina |
| Beiwen Zhang  | 21-0, 21-10  | Fabiana Silva |

### Groep I
| Speler              | Gsp | W | V | SW | SV | Ptn |
| ------------------- | --- | - | - | -- | -- | --- |
| Mia Blichfeldt      | 2   | 2 | 0 | 4  | 0  | 2   |
| Chen Hsuan-Yu Wendy | 2   | 1 | 1 | 2  | 3  | 1   |
| Linda Zetchiri      | 2   | 0 | 2 | 1  | 4  | 0   |

| Speler 1       | Uitslag            | Speler 2            |
| -------------- | ------------------ | ------------------- |
| Mia Blichfeldt | 21-7, 21-14        | Chen Hsuan-Yu Wendy |
| Linda Zetchiri | 16-21, 22-20, 8-21 | Chen Hsuan-Yu Wendy |
| Mia Blichfeldt | 21-10, 21-3        | Linda Zetchiri      |

### Groep J
| Speler             | Gsp | W | V | SW | SV | Ptn |
| ------------------ | --- | - | - | -- | -- | --- |
| Pusarla V. Sindhu  | 2   | 2 | 0 | 4  | 0  | 2   |
| Cheung Ngan Yi     | 2   | 1 | 1 | 3  | 2  | 1   |
| Ksenia Polikarpova | 2   | 0 | 2 | 1  | 4  | 0   |

| Speler 1          | Uitslag             | Speler 2           |
| ----------------- | ------------------- | ------------------ |
| Pusarla V. Sindhu | 21-7, 21-10         | Ksenia Polikarpova |
| Cheung Ngan Yi    | 21-12, 15-21, 21-16 | Ksenia Polikarpova |
| Pusarla V. Sindhu | 21-9, 21-16         | Cheung Ngan Yi     |

### Groep K
| Speler          | Gsp | W | V | SW | SV | Ptn |
| --------------- | --- | - | - | -- | -- | --- |
| Gaeun Kim       | 2   | 2 | 0 | 4  | 0  | 2   |
| Yeo Jia Min     | 2   | 1 | 1 | 4  | 0  | 1   |
| Haramara Gaitan | 2   | 0 | 2 | 0  | 4  | 0   |

| Speler 1    | Uitslag      | Speler 2        |
| ----------- | ------------ | --------------- |
| Gaeun Kim   | 21-14, 21-9  | Haramara Gaitan |
| Yeo Jia Min | 21-7, 21-10  | Haramara Gaitan |
| Gaeun Kim   | 21-13, 21-14 | Yeo Jia Min     |

### Groep L
| Speler          | Gsp | W | V | SW | SV | Ptn |
| --------------- | --- | - | - | -- | -- | --- |
| Akane Yamaguchi | 2   | 2 | 0 | 4  | 0  | 2   |
| Kirsty Gilmour  | 2   | 1 | 1 | 2  | 2  | 1   |
| Mahoor Shahzad  | 2   | 0 | 2 | 0  | 4  | 0   |

| Speler 1        | Uitslag      | Speler 2       |
| --------------- | ------------ | -------------- |
| Akane Yamaguchi | 21-3, 21-8   | Mahoor Shahzad |
| Kirsty Gilmour  | 21-14, 21-14 | Mahoor Shahzad |
| Akane Yamaguchi | 21-9, 21-18  | Kirsty Gilmour |

### Groep M
| Speler                   | Gsp | W | V | SW | SV | Ptn |
| ------------------------ | --- | - | - | -- | -- | --- |
| Gregoria Mariska Tunjung | 2   | 2 | 0 | 4  | 0  | 2   |
| Lianne Tan               | 2   | 1 | 1 | 2  | 2  | 1   |
| Thuzar Thet Htar         | 2   | 0 | 2 | 0  | 4  | 0   |

| Speler 1                 | Uitslag      | Speler 2         |
| ------------------------ | ------------ | ---------------- |
| Gregoria Mariska Tunjung | 21-11, 21-8  | Thuzar Thet Htar |
| Lianne Tan               | 21-6, 21-8   | Thuzar Thet Htar |
| Gregoria Mariska Tunjung | 21-11, 21-17 | Lianne Tan       |

### Groep N
| Speler            | Gsp | W | V | SW | SV | Ptn |
| ----------------- | --- | - | - | -- | -- | --- |
| Ratchanok Intanon | 2   | 2 | 0 | 4  | 0  | 2   |
| Soniia Cheah      | 1   | 0 | 1 | 1  | 2  | 0   |
| Laura Sarosi      | 1   | 0 | 1 | 0  | 2  | 0   |

| Speler 1          | Uitslag             | Speler 2     |
| ----------------- | ------------------- | ------------ |
| Ratchanok Intanon | 21-5, 21-10         | Laura Sarosi |
| Soniia Cheah      | Niet gespeeld       | Laura Sarosi |
| Ratchanok Intanon | 19-21, 21-18, 21-10 | Soniia Cheah |

### Groep P
| Speler           | Gsp | W | V | SW | SV | Ptn |
| ---------------- | --- | - | - | -- | -- | --- |
| Tai Tzu-ying     | 3   | 3 | 0 | 6  | 0  | 3   |
| Thuy Linh Nguyen | 3   | 2 | 1 | 4  | 2  | 2   |
| Qi Xuefei        | 3   | 1 | 2 | 2  | 4  | 1   |
| Sabrina Jaquet   | 3   | 0 | 3 | 0  | 6  | 0   |

| Speler 1         | Uitslag      | Speler 2         |
| ---------------- | ------------ | ---------------- |
| Qi Xuefei        | 11-21, 11-21 | Thuy Linh Nguyen |
| Tai Tzu-ying     | 21-7, 21-13  | Sabrina Jaquet   |
| Qi Xuefei        | 21-10, 21-14 | Sabrina Jaquet   |
| Tai Tzu-ying     | 21-16, 21-11 | Thuy Linh Nguyen |
| Tai Tzu-ying     | 21-10, 21-13 | Qi Xuefei        |
| Thuy Linh Nguyen | 21-8, 21-17  | Sabrina Jaquet   |

## Knock-outfase
| Achtste finale | Achtste finale           | Achtste finale | Achtste finale | Achtste finale |  |  | Kwartfinale | Kwartfinale       | Kwartfinale | Kwartfinale | Kwartfinale |  |  | Halve finale | Halve finale      | Halve finale | Halve finale | Halve finale |  |  | Finale | Finale       | Finale | Finale | Finale |
|                |                          |                |                |                |  |  |             |                   |             |             |             |  |  |              |                   |              |              |              |  |  |        |              |        |        |        |
|                |                          |                |                |                |  |  |             |                   |             |             |             |  |  |              |                   |              |              |              |  |  |        |              |        |        |        |
|                |                          |                |                |                |  |  | 1           | Chen Yufei        | 21          | 21          |             |  |  |              |                   |              |              |              |  |  |        |              |        |        |        |
| 7              | Seyoung An               | 21             | 21             |                |  |  | 7           | Seyoung An        | 18          | 19          |             |  |  |              |                   |              |              |              |  |  |        |              |        |        |        |
| 10             | Busanan Ongbamrungphan   | 15             | 15             |                |  |  |             |                   |             |             |             |  |  | 1            | Chen Yufei        | 21           | 13           | 21           |  |  |        |              |        |        |        |
| 3              | Nozomi Okuhara           | 21             | 21             |                |  |  |             |                   |             |             |             |  |  | 8            | He Bing Jiao      | 16           | 21           | 12           |  |  |        |              |        |        |        |
| 9              | Michelle Li              | 9              | 7              |                |  |  | 3           | Nozomi Okuhara    | 21          | 13          | 14          |  |  |              |                   |              |              |              |  |  |        |              |        |        |        |
| 8              | He Bing Jiao             | 14             | 9              |                |  |  | 8           | He Bing Jiao      | 13          | 21          | 21          |  |  |              |                   |              |              |              |  |  |        |              |        |        |        |
| 11             | Beiwen Zhang (opgave)    | 21             | 7              |                |  |  |             |                   |             |             |             |  |  |              |                   |              |              |              |  |  | 1      | Chen Yufei   | 21     | 19     | 21     |
| 13             | Mia Blichfeldt           | 15             | 13             |                |  |  |             |                   |             |             |             |  |  |              |                   |              |              |              |  |  | 2      | Tai Tzu-ying | 18     | 21     | 18     |
| 6              | Pusarla V. Sindhu        | 21             | 21             |                |  |  | 6           | Pusarla V. Sindhu | 21          | 22          |             |  |  |              |                   |              |              |              |  |  |        |              |        |        |        |
| 12             | Gaeun Kim                | 17             | 18             |                |  |  | 4           | Akane Yamaguchi   | 13          | 20          |             |  |  |              |                   |              |              |              |  |  |        |              |        |        |        |
| 4              | Akane Yamaguchi          | 21             | 21             |                |  |  |             |                   |             |             |             |  |  | 6            | Pusarla V. Sindhu | 18           | 12           |              |  |  |        |              |        |        |        |
| 14             | Gregoria Mariska Tunjung | 12             | 19             |                |  |  |             |                   |             |             |             |  |  | 2            | Tai Tzu-ying      | 21           | 21           |              |  |  |        |              |        |        |        |
| 5              | Ratchanok Intanon        | 21             | 21             |                |  |  | 5           | Ratchanok Intanon | 21          | 18          | 18          |  |  |              |                   |              |              |              |  |  |        |              |        |        |        |
|                |                          |                |                |                |  |  | 2           | Tai Tzu-ying      | 14          | 21          | 21          |  |  |              |                   |              |              |              |  |  |        |              |        |        |        |
|                |                          |                |                |                |  |  |             |                   |             |             |             |  |  |              |                   |              |              |              |  |  |        |              |        |        |        |